# Giustiniano Lebano
Giustiniano Lebano, Jeronimo Sairitis Hus, conosciuto anche come lo stregone di Torre Annunziata (Napoli, 14 maggio 1832 – Torre Annunziata, 1910), è stato un avvocato, patriota, esoterista, alchimista, massone, martinista, ermetista, filantropo e storico italiano, marchese di Lustra Cilentano.

## Origini
Lebano deriva da De lo Olevano o de lo Levano antico casato nobile spagnolo dei principi De los Garavitos.
Nel 1146 divennero consoli e nel 1222 ottennero l'incarico, prima a Milano e poi nel Regno delle due Sicilie, a Salerno. Nel 1464 l'ambasciatore presso gli aragonesi a Napoli fu Novello de lo Levano, poi per un paio di secoli della famiglia non si hanno notizie degne di note, fino al 4 maggio 1743, quando Andrea Lebano sposò la baronessa Lucia Pinto di Lustra Cilento. Dal matrimonio nacque Liborio Lebano e successivamente Filippo Lebano (1766-1832).

Filippo sposò Maria Giuseppa Monaco, da cui Francesco (1801-1896) e Filippo (1802-1852), il quale divenne avvocato civile nel 1826.

## Biografia
Figlio dell'avvocato Filippo (1802-1852), un aderente alla Carboneria cilentana e di Maria Acampora, studiò al liceo San Carlo alle Mortelle di Napoli conseguendo la maturità classica nel 1847. Come allievo di Basilio Puoti e Vito Fornari studiò Lettere e Italiano, divenne un profondo conoscitore di lingue morte come il latino, il greco e l'ebraico, insegnategli rispettivamente da Nicola Lucignano, Giuseppe Maria Parascandolo e Andrea Ferrigni.

Si laureò con lode, a soli 17 anni, in Lettere e filosofia il 21 settembre 1849.

Proseguì gli studi dedicandosi al diritto civile, penale, canonico, delle genti e giusnaturalismo, quindi abilitato agli esami dal canonico Francesco Saverio Apuzzo conseguì la laurea in giurisprudenza nel 1852.

Iniziò l'avvocatura nello studio di Enrico Castellano e contemporaneamente iniziò a dedicarsi alle prime opere ed all'insegnamento privato di diritto civile e canonico. Nel luglio del 1854 fu iscritto all'albo dei procuratori della Corte d'Appello.

### Adesione alla Massoneria

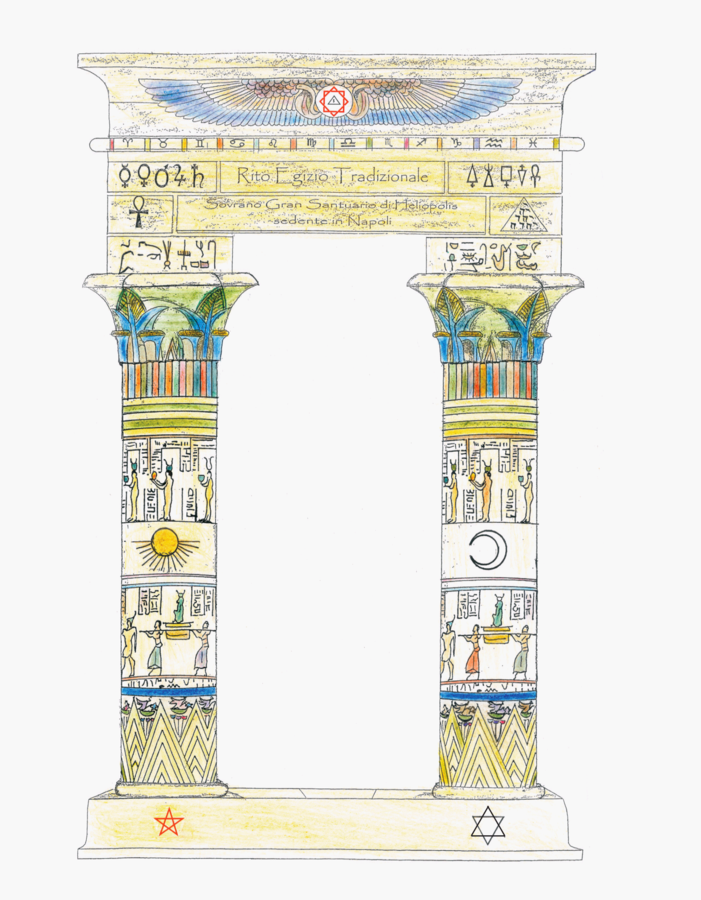
Emblema del Rito Egizio Tradizionale di cui Lebano fu Gran Maestro dal 1893 al 1910

Domenico Bocchini erede della Tradizione Ermetica Egizia Napoletana del XVIII e XIX secolo, con Filippo Lebano costituì il nascente Ordine Osirideo Egizio. La vicinanza della famiglia di Giustiniano al Bocchini, ne determinò nel 1853, l'ingresso nel Rito Egizio Tradizionale nella Loggia Folgore, di cui divenne in seguito Gran Maestro dal 1893 al 1910. Insieme ad altri ermetisti come Giuseppe Ricciardi e Domenico Angherà, ravvivò la tradizione ermetica di origine egizia alessandrina, dando origine al Grande Oriente Egizio. Nel 1873 l'archivio del Grande Oriente Egizio fu trasferito in Villa Lebano.
Fu primo sorvegliante della loggia massonica del Grande Oriente presso la Loggia Sebezia e Gran Maestro dell'ordine segreto ermetico cristiano Rosacroce. Esoterista di fama internazionale, frequentò Giuliano Kremmerz e Eliphas Levi e fece parte della Società Teosofica.

### Risorgimento
Essendo antiborbonico e minacciato di morte dal brigante Antonio Cozzolino alias Pilone, fu costretto all'esilio prima a Torino e poi a Parigi, dove conobbe Alexandre Dumas con il quale, nel 1860, portò armi e munizioni ai Mille attestati a Calatafimi.
A Parigi ebbe modo di conoscere i fratelli Bédarride, Nicola Giuseppe Spedalieri, Charles Nodier e Carlo Pisacane.

### Matrimonio con Virginia e vita privata

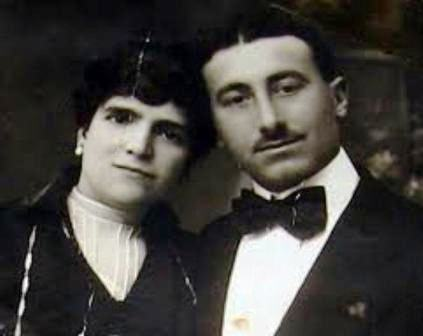
Giustiniano Lebano con la moglie Virginia

Giustiniano Lebano il 7 settembre 1862 sposò Virginia Bocchini, conosciuta nel 1859. Virginia era la nipote di Domenico Bocchini. Suo nonno l'aveva allevata quando lei rimase orfana. Nel 1870 gli sposi si trasferirono presso Villa Lebano anche se Virginia era in ansia a causa delle incursioni del brigante Pilone. È in questa villa, che morirono due dei suoi quattro figli, un maschio e una femmina, al punto che Virginia non ebbe più fiducia della medicina ufficiale. Prese a frequentare medium e occultisti tra cui Eusapia Palladino e Kremmerz, dedicandosi alla magia, alla kabala e allo spiritismo. Ma nel 1883, il figlio quindicenne della coppia, Filippo, si ammalò gravemente. La madre Virginia pur di salvargli la vita, si affidò a medici, guaritori, monaci, sacerdoti, esorcisti, astrologhi e santoni. Ricoverato all'ospedale di Torre Annunziata, venne esclusa qualsiasi forma di malattia infettiva, ma non si riuscì ad identificare il tipo di enterite di cui soffriva il ragazzo. Riportato il figlio a casa, Virginia, completamente scoraggiata, sottopose Filippo ad un rito magico di cui rimase vittima, il 30 settembre 1883, ed essa rimase gravemente ustionata. Da allora la donna uscì fuori di senno con minacce suicide. Giustiniano Lebano si ritirò a vita privata, esercitando la professione di avvocato in casa. Nel 1884 la figlia superstite Silvia fu mandata per precauzione a Sorrento mentre lo stato di salute della madre migliorò verso il 1885, tanto da ricevere la visita di Helena Blavatsky e Franz Hartmann venuti per farsi iniziare da Giustiniano Lebano all'Arcana arcanorum.
Dopo circa tre anni Virginia peggiorò notevolmente, soffrendo di crisi epilettiche, di Alzheimer, personalità bipolare e malattia di Parkinson. Seguita nelle cure dal marito, si spense nell'estate del 1904. Giustiniano Lebano invece morì nel 1910.

## Il Fondo Lebano

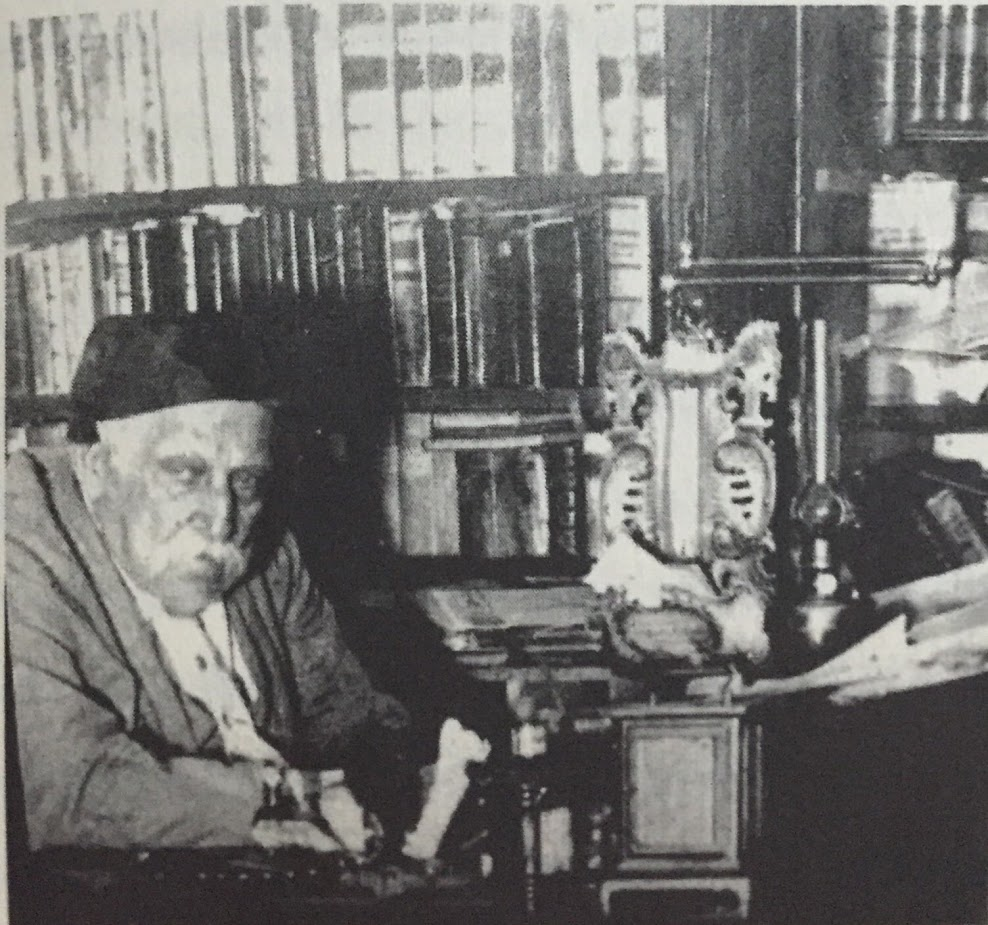
Giustiniano Lebano nella sua biblioteca di Villa Lebano

Grazie anche all'amicizia con molti letterati, Giustiniano Lebano possedeva una biblioteca privata composta da 2.033 manoscritti rarissimi ed oltre 5.000 volumi rari di filosofia ermetica. Alla sua morte avvenuta nel 1910, la collezione passò alla figlia Silvia. Con l'avvento del fascismo, nel 1925 Pasquale del Pezzo, duca, senatore, Rettore universitario ed ex sindaco di Napoli, fece sparire tutte le opere delle logge massoniche napoletane nascondendole in Villa Lebano, grazie all'aiuto di un Maresciallo di Marina, tale Antonio Ariano. Alla fine della seconda guerra mondiale, nel 1948 l'Ariano riportò tutti i documenti a Napoli e grazie ad un precedente accordo, prese in custodia un migliaio di manoscritti e 2.350 volumi dalla biblioteca di villa Lebano consegnandoli a sua moglie, Rosaria Valerio di Caserta, teosofa e massone egizia, che li custodì nella sua dimora di Caserta, Villa Valerio Landi fino al 1975, anno della sua morte. Successivamente, tal Nicola Ariano di Torre Annunziata, nipote di Antonio, si mise alla ricerca dell'archivio Lebano in entrambe le ville, ma non ritrovò nessun documento.

## Opere
- È Dio, o è l'uomo? È il Cholera-Morbus, o l'Ocifon Sincope? (terza ediz. migliorata e corretta dall’autore), Napoli, Tip. Antonio Cons., 1875.
- Del Morbo Oscuro chiamato da Areteo Ocifon - Sincope creduto Colera - Morbus, IV ediz. migliorata e corretta, Napoli, A.Tocco & C., 1884.[16]
- La cantica dei cantici, Torre Annunziata, Stab. Tip. Torrese, 1891.
- Risposta alla sfida fatta dalla gazzetta La Scintilla all'avv. Giustiniano Lebano, Torre Annunziata, Stab. Tip. Torrese, 1895.
- Seconda risposta alla sfida fatta dalla gazzetta La Scintilla all'avv. Giustiniano Lebano, Napoli, Stab. Tip. G. Nobile & Co., 1895.
- Breve risposta dell'avvocato Giustiniano Lebano al rifiuto dei municipii di partecipare alla festa nazionale il 20 settembre in Roma, Torre Annunziata, Stab. Tip. Torrese, 1895.
- Il Cielo Urbico - Cantica sul modello dei Carmi Orfei Omerici e Sibillini, II ediz., Napoli, 1896.[17]
- Il vero della relegazione di Ovidio al Ponto, Napoli, Tip. G. Nobile & Co. tipografi, 1896.
- A Sua Real Maestà Umberto Primo Re d'Italia. In occasione del suo giorno natalizio 14 marzo 1899: Inno Esichio, Torre Annunziata, Stabilimento Tipo Litografico Cromo Enrico Prisco, 1899.
- Del Mistero e della Iniziatura (apparso in due puntate sui fascicoli n. 9 - 10 di settembre ed ottobre 1899 de “Il Mondo Secreto”, Napoli, Detken & Rocholl, 1899.
- Dell'Inferno - Cristo vi discese colla sola anima o anche col corpo? Del Giudizio Eumenediaco del Tartaro degli Elisi, Torre Annunziata, Stab. Tip. E. Prisco, 1899.[18]
- “Alla Verità” Inno (tratto dal Cielo Urbico e pubblicato sul fascicolo n. 5 maggio 1899 de “Il Mondo Secreto”, Napoli, Detken & Rocholl, 1899.
- Saggio del volgarizzamento della Bibbia (articolo apparso su “L'Irno”, n. 39, mercoledì 16 luglio 1902), Salerno, 1902.
- Il Randello, Torre Annunziata, Stab. Tipo-Litografico E. Prisco, 1903.
- Questi versi all'avv. Com. Alessandro Guarracino dedica e consacra, Castellammare di Stabia, Tip. Elzeviriana, 1904.
- L'antica sapienza al cospetto del XX secolo, Castellamare di Stabia, Tip. Stabiana Catello Vollono, 1906.
- La cultura e le scuole prima del mille, Napoli, 1906.
- A Sua Maestà Vittorio Emanuele III Re d'Italia nella ricorrenza del suo natalizio, Castellammare di Stabia, Tip. Stabiana Catello Vollono, 1906.
- Una lacerazione ed emendazione al tema svolto da un ignoto G. R. nel giornaletto “La Luce”. La cultura e le scuole prima del mille, Napoli, Stab. Tipografico del Tasso, 1908.
- Risposta del veglio Giustiniano Lebano ad una vile Gazz-&-taglia, 19??.
- Seconda risposta del veglio Giustiniano Lebano ad una ragghiata d'asino di un chercuto serfedocco che a scorbicchierato a ribecco una stompita polledra in un numero unico, 19??.
- Delle Sirene (inedito pubblicato da M. E. Barraco in Giustiniano Lebano e la Scuola di Napoli), Nove, 1999.
- Opere, Forlì, Victrix, 2004-2014.[19]
- La Leggenda di Roma (scritto ripubblicato in “Politica Romana”, fasc. 8 (2008-2009), con una introduzione di Elysius), Roma, 2009.
- La Cantica dei Cantici (ristampa), Forlì, Victrix, collana Palladia (vol. II delle Opere di Lebano), 2011.
- Dell'Inferno (ristampa), Forlì, Victrix, collana Palladia, (vol.III delle Opere di Lebano), 2011.
- Del Morbo Oscuro (ristampa), Forlì, Victrix, collana Palladia (vol. IV delle Opere di Lebano), 2012.
- EAN: 9788888646725, Del mistero e della iniziazione e altri scritti, Victrix Collana: Palladia, 2014.
- Saggio del Volgarizzamento della Bibbia. Il Randello (ristampa), Forlì, Victrix, collana Palladia (vol. V delle Opere di Lebano), 2014.
- Del Mistero e della Iniziatura e altri scritti (ristampa), Forlì, Victrix, collana Palladia (vol. VI delle Opere di Lebano), 2014.
- Domenico Vittorio Ripa Montesano, Ristampa anastatica degli archivi storici del rito egizio tradizionale Sovrano Gran Santuario di Heliopolis sedente in Napoli, Napoli, Edizione Originale Riservata, 1911 (Ristampa 2017), ISBN 9788894296419.
- Scuola di Napoli Alla Verità (Inno di G. Lebano).
- La Scienza delle Scienze ovvero il decadimento di sedici secoli di Letteratura Europea (2 voll.) 67.
- La Sapienza (2 voll.).
- La stirpe di Virgilio, ove si dimostra che fu romano, non mantovano.
- Il Giobbe.
- La Genesi al cospetto del secolo XIX (2 voll.).
- Una Lacerazione ed emendazione sul vero di Napoli e Palepoli.
- Il Vero della Patria di Omero.